# Corticaria picicornis
Corticaria picicornis is een keversoort uit de familie schimmelkevers (Latridiidae). De wetenschappelijke naam van de soort werd in 1914 gepubliceerd door Thomas Broun.